# Зевакінський сільський округ
Зева́кінський сільський округ (каз. Зевакино ауылдық округі, рос. Зевакинский сельский округ) — адміністративна одиниця у складі Шемонаїхинського району Східноказахстанської області Казахстану. Адміністративний центр — село Зевакіно.
Населення — 1758 осіб (2021; 2339 у 2009, 2952 у 1999, 3008 у 1989).
Станом на 1989 рік існували Зевакінська сільська рада (село Зевакіно) та Убінська сільська рада (села Нова Убінка, Убаредмет, Убінка). 1998 року до складу округу була включена територія ліквідованого Убінський сільського округу (села Нова Убінка, Убаредмет, Убінка).

## Склад
До складу округу входять такі населені пункти:
| Населений пункт   | Старі назви | Населення, осіб (1989) | Населення, осіб (1999) | Населення, осіб (2009) | Населення, осіб (2021) |
| ----------------- | ----------- | ---------------------- | ---------------------- | ---------------------- | ---------------------- |
| Зевакіно, село    | -           | 1131                   | 1645                   | 1336                   | 1095                   |
| Нова Убінка, село | -           | 370                    | 363                    | 152                    | 65                     |
| Убаредмет, село   | -           | 413                    | 3                      | -                      | -                      |
| Убінка, село      | -           | 1094                   | 941                    | 851                    | 598                    |